# Manevuoššâmsuálui
Manevuoššâmsuálui är en ö i Finland. Den ligger i sjön Iijärvi och i kommunen Enare i den ekonomiska regionen Norra Lappland och landskapet Lappland, i den norra delen av landet, 1 000 km norr om huvudstaden Helsingfors. Öns area är 2,5 hektar och dess största längd är 400 meter i sydväst-nordöstlig riktning.